# 中嘴杜家祠堂
中嘴杜家祠堂位於四川省廣元市旺蒼縣，文物遺址年代判定為清。2012年7月16日公佈為第八批四川省文物保護單位。
中嘴杜家祠堂位於四川省廣元市旺蒼縣化龍鄉中嘴村6社，坐北向南，占地面積約700平方公尺，建築面積約500平方公尺，建於清光緒年間，素面石台基，建築為穿逗梁架，單簷，歇山頂，小青瓦屋面。由前廳，正廳，東、西廚房組成。前廳，素面台基，寬21公尺，高0.4公尺，面闊5間19.6公尺，進深4間8.5公尺，高8.5公尺，正中為戲樓，戲樓臺基北側前沿至天井有7級臺階，高2.1公尺；正廳，素面台基，寬21公尺，高1.3公尺，明間、次間前為5級臺階，面闊5間19公尺，進深4間9.9公尺，高9.8公尺；廂房，素面台基，寬11.5公尺，高0.4公尺，面闊3間11.5公尺，進深4間3.7公尺，高6.5公尺。正廳明間正中為神祖碑，素面石台基，寬4.5公尺，厚1.1公尺，高0.65公尺，碑高3.1公尺。2009年，被旺蒼縣人民政府公佈為縣級文物保護單位。